# Saison 2 des Dalton
 (septembre 2023).
Si vous disposez d'ouvrages ou d'articles de référence ou si vous connaissez des sites web de qualité traitant du thème abordé ici, merci de compléter l'article en donnant les références utiles à sa vérifiabilité et en les liant à la section « Notes et références ».
Cet article présente les résumés de la deuxième saison de la série Les Dalton. La série fut diffusée en France sur Télétoon+, le 26 septembre 2012 jusqu'au 31 juillet 2015.